# Elecciones generales de Honduras de 1997
Las elecciones generales de Honduras de 1997, se realizaron el domingo 30 de noviembre de 1997, serían las últimas del siglo XX. En ellas se renovaron los titulares de los cargos de elección popular de la República de Honduras, estos son:
- Presidente de Honduras: Jefe de Estado de Honduras que ejercerá las funciones de dirección del Poder Ejecutivo de Honduras por mandato del pueblo. Sustituirá a Carlos Roberto Reina del Partido Liberal.
- 128 diputados al Congreso de Honduras.
- 20 diputados al Parlamento Centroamericano.
- 296 alcaldes y 296 vicealcaldes.

De acuerdo a datos del Registro Nacional de las Personas (RNP), existen 2 883 919 hondureños inscritos en el padrón de votantes.

## Contexto

### Primera mujer candidata
Alba Nora Gúnera Osorio, ex Primera dama de Honduras en la década de los 70 y exalcaldesa de Tegucigalpa entre los años 1990 a 1994, era la candidata del Partido Nacional de Honduras, sería la primera mujer hondureña en batirse en elecciones generales presidenciales,  si anteriormente Guadalupe Jerezano Mejía, formó parte de la fórmula ganadora del Partido Liberal, en esta ocasión con Nora Gúnera se rompías los tabúes y se consolidaba un verdadero estado de derecho y de género.

### Desastre del Mitch
Entre el 26 de octubre y 3 de noviembre de 1998, el Huracán Mitch pasó por Centroamérica, devastando la zona norte e insular de Honduras, se perdieron alrededor de 7,000 personas y más de 200,000 hogares propios, aproximadamente 1,5 millones de personas se quedan sin hogar y ocasionando serios problemas en la capital Tegucigalpa, M. D. C. debido al desorden urbanístico en el que se encuentra, asimismo el propio Alcalde capitalino doctor César Castellanos Madrid había perdido la vida en un accidente del helicóptero en el que se transportaba junto a otros dos funcionarios de la edil. Flores Facussé declaró al país en desastre y comenzó a organizar fuerzas y entes gubernamentales, como a llamar al extranjero para la denominada “Reconstrucción Nacional” una dura etapa en la historia de Honduras.

## Resultados
Las encuestas realizadas en el territorio nacional marcaban un empate técnico entre los candidatos oficialistas de los partidos mayoritarios, aunque la aceptación por la exalcaldesa de la ciudad capital Tegucigalpa, licenciada Nora Gúnera de Melgar que apostaba por ser la primera mujer presidenta y con el apoyo femenino inclinaba la balanza hacia un posible triunfo; por otra parte, para el candidato Carlos Flores Facussé del Partido Liberal, triunfante de estas elecciones, era un nuevo reto, los comicios se realizaron con normalidad y otra vez el pueblo hondureño se decantaba hacia el “liberalismo” que con esta ya contaba cuatro triunfos, a uno del conservadurismo.

### Presidente
| Partido                   | Partido                                             | Candidatos                | Votos     | %      |
| ------------------------- | --------------------------------------------------- | ------------------------- | --------- | ------ |
|                           | Partido Liberal de Honduras (PLH)                   | Carlos Flores Facussé     | 1.040.403 | 52,65  |
|                           | Partido Nacional de Honduras (PNH)                  | Nora Gúnera de Melgar     | 844.985   | 42,76  |
|                           | Partido Innovación y Unidad-Socialdemócratas (PINU) | Olban Valladares Ordóñez  | 41.525    | 2,10   |
|                           | Partido Demócrata Cristiano (PDC)                   | Arturo Corrales Álvarez   | 24.737    | 1,25   |
|                           | Unificación Democrática (UD)                        | Matías Funes Valladares   | 24.243    | 1,23   |
|                           |                                                     |                           |           |        |
| Votos válidos             | Votos válidos                                       | Votos válidos             | 1.975.893 | 94,25  |
| Votos nulos               | Votos nulos                                         | Votos nulos               | 86.617    | 4,13   |
| Votos en blanco           | Votos en blanco                                     | Votos en blanco           | 34.056    | 1,62   |
| Total                     | Total                                               | Total                     | 2.096.566 | 100,00 |
| Registrados/Participación | Registrados/Participación                           | Registrados/Participación | 2.901.743 | 72,25  |

#### Resultados por Departamento
| Departamento      | Liberal   | PDC    | PINU-SD | UD     | Nacional |
| ----------------- | --------- | ------ | ------- | ------ | -------- |
| Departamento      |           |        |         |        |          |
| Atlántida         | 51.769    | 885    | 2.650   | 839    | 38.783   |
| Colón             | 32.668    | 881    | 943     | 3.006  | 23.089   |
| Comayagua         | 56.813    | 1.058  | 1.759   | 1.213  | 45.397   |
| Copán             | 47.248    | 916    | 1.411   | 913    | 46.404   |
| Cortés            | 184.811   | 2.941  | 10.346  | 3.011  | 111.643  |
| Choluteca         | 58.061    | 1.923  | 1.242   | 428    | 63.804   |
| El Paraíso        | 65.755    | 1.087  | 1.209   | 659    | 46.643   |
| Francisco Morazán | 208.993   | 5.206  | 12.888  | 5.796  | 169.986  |
| Gracias a Dios    | 4.447     | 216    | 411     | 22     | 4.954    |
| Intibucá          | 23.189    | 898    | 606     | 837    | 29.144   |
| Islas de la Bahía | 6.069     | 57     | 165     | 36     | 4.468    |
| La Paz            | 26.172    | 829    | 689     | 1.896  | 21.333   |
| Lempira           | 31.262    | 1.296  | 1.058   | 488    | 40.751   |
| Ocotepeque        | 20.405    | 799    | 484     | 109    | 16.539   |
| Olancho           | 65.131    | 1.679  | 1.442   | 755    | 54.835   |
| Santa Bárbara     | 59.013    | 1.530  | 1.373   | 2.557  | 52.552   |
| Valle             | 25.538    | 666    | 258     | 152    | 26.058   |
| Yoro              | 73.039    | 1.870  | 2.591   | 1.526  | 48.602   |
| Total             | 1.040.403 | 24.737 | 41.525  | 24.243 | 844.985  |

### Congreso Nacional
| Partido                   | Partido                                             | Votos     | %      | Escaños | +/-   |
| ------------------------- | --------------------------------------------------- | --------- | ------ | ------- | ----- |
|                           | Partido Liberal de Honduras (PLH)                   | 940.575   | 49,55  | 72      | +1    |
|                           | Partido Nacional de Honduras (PNH)                  | 789.015   | 41,56  | 55      | 0     |
|                           | Partido Innovación y Unidad-Socialdemócratas (PINU) | 78.495    | 4,13   | 3       | +1    |
|                           | Partido Demócrata Cristiano (PDC)                   | 49.650    | 2,62   | 2       | +2    |
|                           | Unificación Democrática (UD)                        | 40.658    | 2,14   | 1       | Nuevo |
|                           |                                                     |           |        |         |       |
| Votos válidos             | Votos válidos                                       | 1.898.393 | 92,05  |         |       |
| Votos nulos               | Votos nulos                                         | 64.176    | 3,11   |         |       |
| Votos en blanco           | Votos en blanco                                     | 99.889    | 4,84   |         |       |
| Total                     | Total                                               | 2.062.458 | 100,00 | 133     | +5    |
| Registrados/Participación | Registrados/Participación                           | 2.901.743 | 71,07  |         |       |

#### Resultados por Departamento
| Departamento      | Liberal | PDC    | PINU   | UD     | Nacional |
| ----------------- | ------- | ------ | ------ | ------ | -------- |
| Departamento      |         |        |        |        |          |
| Atlántida         | 44.673  | 1.934  | 4.439  | 1.366  | 37.448   |
| Colón             | 28.853  | 2.291  | 1.378  | 4.748  | 20.782   |
| Comayagua         | 52.301  | 2.031  | 4.126  | 1.769  | 41.458   |
| Copán             | 43.851  | 1.742  | 2.197  | 1.020  | 43.663   |
| Cortés            | 159.237 | 8.917  | 18.815 | 6.090  | 102.871  |
| Choluteca         | 58.731  | 3.946  | 1.998  | 516    | 57.268   |
| El Paraíso        | 61.858  | 2.090  | 2.022  | 1.109  | 44.623   |
| Francisco Morazán | 181.383 | 9.825  | 26.682 | 11.656 | 161.737  |
| Gracias a Dios    | 4.209   | 224    | 418    | 22     | 4.852    |
| Intibucá          | 21.570  | 1.094  | 581    | 735    | 26.954   |
| Islas de la Bahía | 6.029   | 81     | 252    | 53     | 4.289    |
| La Paz            | 23.898  | 1.323  | 1.392  | 2.866  | 19.266   |
| Lempira           | 29.828  | 1.763  | 1.152  | 703    | 37.939   |
| Ocotepeque        | 19.804  | 816    | 466    | 98     | 16.362   |
| Olancho           | 60.263  | 2.273  | 4.626  | 1.247  | 52.109   |
| Santa Bárbara     | 54.516  | 3.679  | 2.204  | 4.023  | 48.508   |
| Valle             | 23.939  | 1.704  | 1.613  | 228    | 23.314   |
| Yoro              | 65.992  | 3.917  | 4.134  | 2.409  | 45.572   |
| Total             | 940.575 | 49.650 | 78.495 | 40.658 | 789.015  |